# Ràdio (mitjà de comunicació)

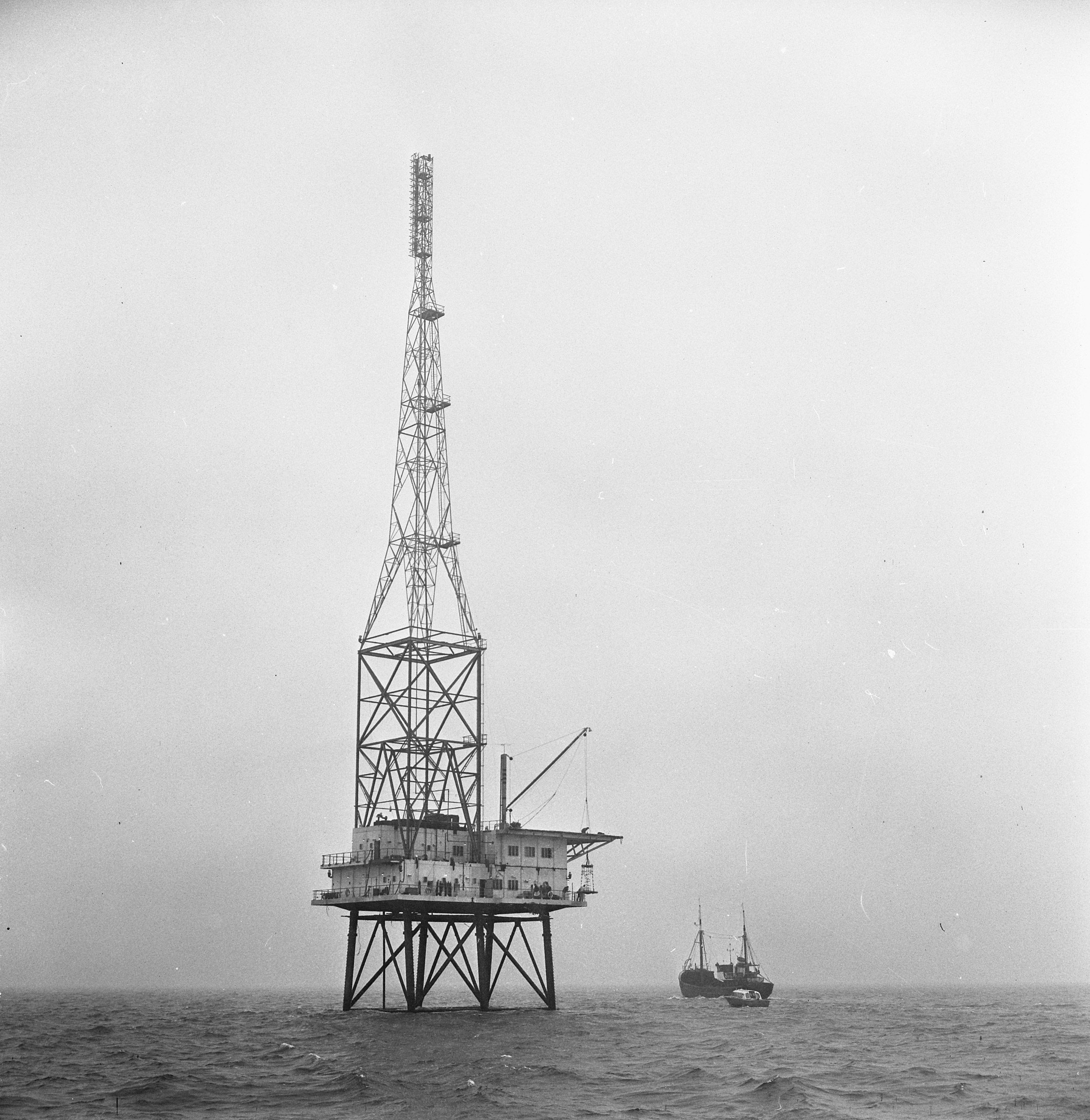
L'emissora il·legal de ràdio Illa REM al Mar del Nord, desmantellada per les autoritats dels Països Baixos en 1964.

La ràdio (entesa com a radiofonia o radiodifusió, termes no estrictament sinònims) és un mitjà de comunicació que es basa en l'enviament de senyals d'àudio a través d'ones de ràdio, si bé el terme s'usa també per a altres formes d'enviament d'àudio a distància com la ràdio per Internet.

## Radiocomunicació
La radiocomunicació és la tecnologia que possibilita la transmissió de senyals mitjançant la modulació (de la seva freqüència o amplitud) d'ones electromagnètiques. Aquestes ones no requereixen un mitjà físic de transport, per la qual cosa poden propagar-se a través del buit.
Una ona de ràdio s'origina quan una partícula carregada (per exemple, un electró) s'estén a una freqüència situada a la zona de radiofreqüència (RF) de l'espectre electromagnètic. Quan l'ona de ràdio actua sobre un conductor elèctric (l'antena), indueix en un moviment de la càrrega elèctrica (corrent elèctric) que es pot transformar en senyals d'àudio o un altre tipus de senyals portadores d'informació.

## Història de la radiocomunicació

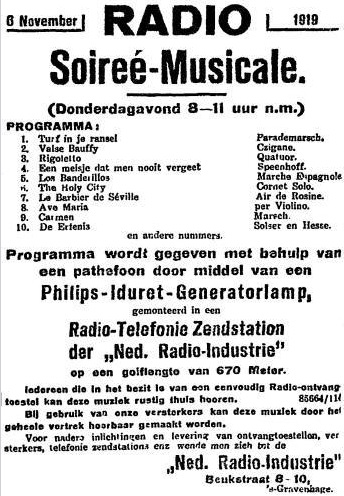
Anunci col·locat el 5 de novembre de 1919 per Nieuwe Rotterdamsche Courant, sobre l'emissió de ràdio debut de PCGG, programada per a la nit següent.

És difícil atribuir la invenció de la ràdio a una única persona. A diferents països es reconeix la paternitat en clau local: Aleksandr Stepànovitx Popov va fer les seves primeres demostracions a Sant Petersburg, Rússia; Nikola Tesla a Saint Louis (Missouri); Guillermo Marconi en el Regne Unit o el comandant Julio Cervera a Espanya.
El 1873, el físic escocès James Clerk Maxwell va formular la teoria de les ones electromagnètiques, que són la base de la ràdio. En 1888, el físic alemany Heinrich Hertz va confirmar les teories de Maxwell, descobrint la forma de produir i detectar ones electromagnètiques, i en 1894 el serbi Nikola Tesla va fer la seva primera demostració en públic on va transmetre en ràdio. Al cap de poc temps, a 1895, l'italià Guillermo Marconi va construir el primer sistema de ràdio, aconseguint a 1901 enviar senyals a l'altra riba de l'Atlàntic, a través de 3.360 km d'oceà; però com ho va fer amb patents de Tesla se li atribueix el treball a aquest darrer.
El valencià Julio Cervera, que va treballar tres mesos el 1898 al laboratori privat de Marconi és, segons investigacions realitzades per un professor de la Universitat de Navarra, l'inventor de la radio en línia: Marconi va inventar abans que Cervera la telegrafia sense fils, però no va treballar a la ràdio fins al 1913, mentre que Cervera va ser qui va resoldre els problemes de la telefonia sense fils, el que coneixem avui dia com ràdio, en transmetre la veu humana -i no senyals- sense fils entre Alacant i Eivissa en 1902, i va arribar a registrar la patent a quatre països: Espanya, Anglaterra, Alemanya i Bèlgica.
Les primeres transmissions per a entreteniment regulars van començar en 1920 a l'Argentina. El 27 d'agost, des del terrat del Teatre Coliseo (Buenos Aires), el Colegio de Buenos Aires, la Sociedad Radio Argentina va transmetre l'òpera de Richard Wagner Parsifal, començant així amb la programació de la primera emissora de radiodifusió al món. El seu creador, organitzador i el primer locutor del món va ser el doctor Enrique Telémaco Susini. Per al 1925, ja hi havia dotze emissores de ràdio en aquesta ciutat i deu més a l'interior del país.
Als Estats Units, la primera emissora de caràcter regular i informatiu és considerada per molts autors l'estació 8MK (avui, WWJ), de Detroit (Estats Units), pertanyent al diari The Detroit News, encara que molts autors opinen que és la KDKA de Pittsburgh que va començar a emetre el novembre de 1920, perquè va obtenir una llicència comercial abans que aquella.
En els anys 1920, l'amplificació mitjançant vàlvula termoiònica va revolucionar tant els radioreceptors com els radiotransmissors.
A Mèxic, el 1921 es va realitzar la primera transmissió de la primera estació de ràdio. Va passar a Monterrey, Nuevo León, gràcies a l'enginyer Constantino de Tárnava amb la temporalment anomenada TND la qual després de l'ús de diverses nominals obté en 1929 els indicatius XEH.
En 1933 Edwin Armstrong descriu un sistema de ràdio d'alta qualitat, menys sensible als paràsits radioelèctrics que l'AM, utilitzant la modulació de freqüència (FM). A finals de la dècada aquest procediment s'estableix de forma comercial, en muntar a càrrec seu el mateix Armstrong una emissora amb aquest sistema.
En els anys 1950 la tecnologia radiofònica va experimentar un gran nombre de millores que es van traduir en la generalització de l'ús del transistor.
En 1957, l'empresa Regency introdueix el primer receptor transistoritzat, prou petit per ser portat en una butxaca i alimentat per una petita bateria. Era fiable perquè en no tenir vàlvules no s'escalfava. Durant els següents vint anys els transistors van desplaçar a les vàlvules per complet, excepte per a molt altes potències o freqüències on el transistor resultava econòmicament inviable.
Entre les dècades dels anys 1960 i 1980 la ràdio entra en una època de declivi a causa de la competència de la televisió i el fet que diverses emissores van anar abandonant l'emissió en ona curta (d'abast global) passant al rang de VHF (el qual només té un abast de centenars de quilòmetres), amb mides d'antenes més manejables.
En els anys 1990 les noves tecnologies digitals comencen a aplicar-se al món de la ràdio. Augmenta la qualitat del so i es fan proves amb la ràdio satel·lital (també anomenada ràdio HD), aquesta tecnologia permet el ressorgiment en l'interès per la ràdio.
En 2007 es crea la ràdio digital DAB+. La ràdio DAB+ és el més significatiu avenç en tecnologia de ràdio des de la introducció del FM i AM stereo.
A més, la ràdio va tenir un paper molt important en certs moments de la història, com ara la Revolució dels Clavells, aquest conflicte es va donar a Portugal i va provocar una dictadura, es va permetre la independència de certs territoris, factor que va tenir lloc després de la dictadura. A la ràdio va sonar una cançó anomenada "Y después del adiós " on s'entonava un vers que deia que el poble és el que més ordena a la ciutat. Davant això i uns llargs anys de dictadura, el poble es va alçar ocupant els punts estratègics del país prohibits pel règim, vint minuts després de l'emissió d'aquesta cançó es va iniciar l'alçament militar, convertint aquesta cançó com un símbol de llibertat. La població va començar a sortir a recolzar els alçats lliurant clavells, els anaven col·locant a la boca dels fusells i dels canons per mostrar que no volien començar una revolució violenta. D'aquesta manera, gràcies a l'emissió de la cançó a la ràdio i la unió del poble, es va posar fi a cinquanta anys de dictadura. Es va restaurar el país creant un Estat Nou que va canviar la democràcia a Portugal. Paral·lel a aquests conflictes, la ràdio també té un paper molt important en altres conflictes com ara la Bomba d'Hiroshima, l'arribada de l'home a la Lluna o la invasió Nazi a França. Durant tots aquests conflictes va tenir un paper molt important al voltant de la comunicació i va ser molt útil per finalitzar amb moviments que no afavorien el poble.

### Ràdios de baixa potència
En la història recent de la ràdio, han aparegut les ràdios de baixa potència, constituïdes sota la idea de ràdio lliure o ràdio comunitària, la idea d'oposar-se a la imposició d'un monòleg comercial de missatges i que permetin una proximitat més gran de la ràdio amb la comunitat, en diferents parts del món. Aquest tipus de ràdio utilitzen transmissors la potència de sortida dels quals està en el rang de ½ 40 watts (watts) i tenen una mida física similar a un maó. Aquesta tecnologia sumada a altres equips de baix cost (mescladores, reproductores, filtre, antena) permeten posar la pròpia veu a l'aire.

### Ràdio per Internet
Avui dia la ràdio a través de l'Internet avança amb rapidesa. Per això, moltes de les grans emissores de ràdio comencen a experimentar amb emissions per Internet, la primera i més senzilla és una emissió en línia, la qual arriba a un públic global, de fet el seu ràpid desenvolupament ha suposat una rivalitat amb la televisió, el que anirà aparellat amb el desenvolupament de la banda ampla a Internet. Una variant interessant de la ràdio per internet és el podcast', que consisteix en una emissió difosa per qualsevol persona, usant simplement un micròfon, un ordinador i un lloc per carregar fitxers d'àudio.

### Ràdio digital
A la data, hi ha tres sistemes de radiodifusió digital coneguts amb repercussió a nivell mundial: DAB (transmissió digital d'àudio), IBOC (in-band on-channel) i DRM (Digital Radio Mondiale), però aquesta més es refereix a la ràdio que es troba als telèfons mòbils. Les seves estacions compten amb un millor equip de millor qualitat i més avançat, però aquesta per desenvolupar-se cal una antena petita que poden ser els auriculars.

#### Apagada analògica
- 2015-2018 Regne Unit[7]
- 2017 Noruega[8]
- 2019 Dinamarca[9]
- 2022 Suècia[10]
- 2024 Suïssa[11]
- 2025 Alemanya

## Llenguatge i identitat radiofònica
La producció artística és una dimensió que travessa tot el que passa en directe en una emissora. Però va més enllà de les peces que es mouen en una programació. Es tracta d'una dimensió constitutiva del directe, íntimament vinculada amb allò que es proposa una ràdio, amb la identitat i amb l'orientació que vol assolir. A través d'una estètica sonora, dona compte de la identitat de cada projecte, del perfil i la manera com aquest perfil és sentit. No es redueix només als separadors, institucionals o cortines que sonen a la ràdio, sinó que abasta una quantitat de decisions conceptuals, polítiques i tècniques de cada emissora.
El desafiament de tota producció radiofònica és articular els seus programes amb un denominador comú. Generar una continuïtat en què els continguts i l'artística s'enllacin harmònicament i atractivament, tenint en compte la diversificació de l'audiència i els seus nivells d'atenció. Per això és molt important la producció artística (institucionals, avenços, musicalització, publicitats) per generar aquesta síntesi.

### Tipus d'artística
- Obertura: és una peça editada que servirà per obrir el programa. Aquesta abasta diferents tipus de matisos que es poden utilitzar per arribar a aquest resultat: locucions, música, efectes, sons de fitxer. El punt d'aquesta peça és mostrar una fallida a l'aire, és a dir, d'alguna manera, posar fi a alguna cosa (pot ser una tanda publicitària, un tema musical, un informatiu, etc.) i donar peu a l'inici d'un programa.
- Cortina: la seva funció principal és la de generar una ambientació referida al tipus d'informació que s'utilitzarà en aquell moment exacte del programa. Hi ha tant instrumentals com cantades.
- Separador: tal el seu nom, té com a objectiu “separar” artísticament dos recursos més que no poden anar junts ja sigui per la seva naturalesa o per una qüestió merament estètica. Es pot fer servir també per obrir o tancar blocs genèrics, per anar i tornar d'una tanda, etc. Un separador pot pertànyer a l'emissora o als programes de la mateixa. En general tenen cortina i/o algun efecte, la durada no supera els 20”.
- Pastilla: és una peça radiofònica que pot ser de diversos minuts i és de més durada que un separador. Amb aquesta peça es busca mostrar o definir la identitat del programa de manera indirecta; comptant artísticament la filosofia, la idiosincràsia, el target i amb picades d'ullet als oients, en què consisteix el programa sense mostrar directament els continguts.

Un bon exercici és escoltar i comparar diverses peces institucionals de diferents ràdios, per entreveure quins sentits s'hi construeixen, quins propòsits es tradueixen en aquests sons i quines audiències es configuren.

### Musicalització
La suma de cançons que se senten en una ràdio és part de la seva identitat. Musicalitzar no és només passar les cançons que ens agraden. També hi posa en joc la investigació: conèixer nous artistes i cançons i experimentar amb un criteri per organitzar-les. Contemplar els moments del dia i els hàbits dels qui ens escolten són aspectes que cal tenir en compte en dissenyar aquesta invitació musical. A cada emissora hi ha, almenys, un criteri de musicalització: els hits, les cançons retro o la música en castellà són alguns dels perfils possibles.

### Publicitat
L'objectiu del llenguatge publicitari és persuadir, convèncer l'oient que el producte publicitat és la solució al problema o que ha de formar part de la seva vida quotidiana. Per això, moltes publicitats apunten a generar nous hàbits de consum als que les escolten.
La publicitat és un format que permet posar en joc tots els recursos expressius del llenguatge radial. Com moltes peces breus, funciona per repetició. Per això és molt comú sentir de manera freqüent el mateix spot a través d'una franja de la programació.